# 彦根空襲

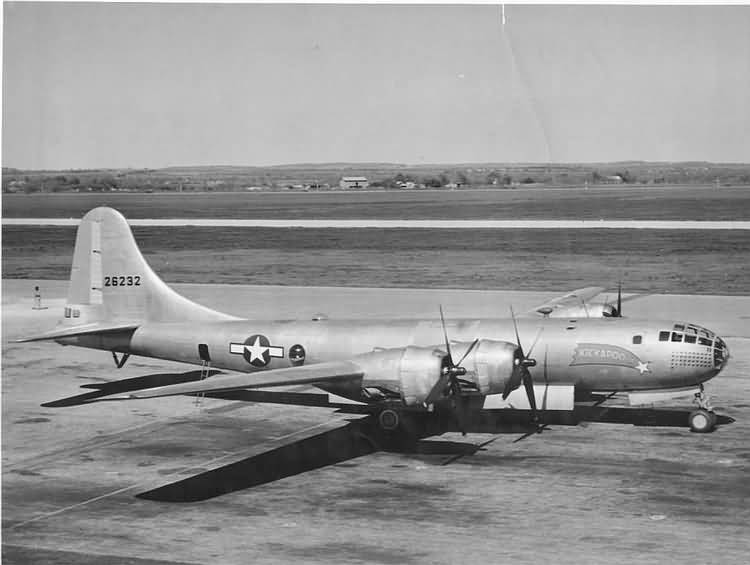
ボーイングB-29戦略爆撃機

彦根空襲（ひこねくうしゅう）とは、第二次世界大戦中の1945年（昭和20年）5月14日・5月17日・6月25日・7月25日・7月28日・7月30日にかけてアメリカ軍により行われた滋賀県彦根市に対する空襲（戦略爆撃）である。B-29による爆撃を上記の7日間受けた。

## 空襲被害
- 5月14日　東沼波町の旭森国民学校付近（現・彦根市立旭森小学校）負傷者5名
- ？月？日　千本村の彦根口駅に進入しようとしていた客車が機銃掃射され女学生を始め死傷者多数
- 5月17日　市内に焼夷弾投下
- 6月25日　西今町の城南国民学校付近（現・彦根市立城南小学校）死者10名・負傷10名 [1]
- 7月25日　馬場町の近江航空彦根工場（現・オーミケンシ）と鐘紡彦根工場（現・クラシエホールディングス）に爆撃 近江鉄道の電車に機銃掃射[2] 死者6名・負傷者35名
- 7月28日　近江航空彦根工場・鐘紡彦根工場に再度爆撃
- 7月30日　市内で機銃掃射 負傷2名
- 7月31日　市内と豊郷町に焼夷弾投下

## 参考書籍
- 別冊淡海文庫 17 湖国に模擬原爆が落ちた日 滋賀の空襲を追って 水谷孝信著 サンライズ出版 2009年7月30日刊